# Péczely György
Péczely György (Hódmezővásárhely, 1929. május 5. – Szeged, 1984. március 3.) magyar meteorológus, klimatológus, egyetemi professzor, a földrajztudományok (meteorológia) doktora.

## Élete
Elemi- és középiskoláját Hódmezővásárhelyen, egyetemi tanulmányait a budapesti ELTE Bölcsészettudományi Karán és a Szegedi Tudományegyetem Természettudományi Karán végezte. 1953-ban földrajz-biológia szakon szerzett tanári oklevelet. Tanulmányai után hónapokig egy szegedi egyetemi földrajzintézetben, majd a budapesti meteorológiai intézetben dolgozott. Az Országos Meteorológiai Intézetben tudományos munkatárs, osztályvezető, majd igazgatóhelyettes lett.
1959-ben meteorológiából doktorált az Eötvös Loránd Tudományegyetemen. 1964-ben kandidátusi fokozatot szerzett, 1970-ben a tudományok doktora lett.
1973-ban a szegedi József Attila Tudományegyetem Természettudományi Kar Éghajlattani és Tájföldrajzi Tanszékének vezetőjévé nevezték ki, amely poszton korai haláláig, 1984-ig maradt.
Tagja volt az MTA Meteorológiai Tudományos Bizottságánakés a Magyar Meteorológiai Társaságnak. Szerkesztője volt az „Időjárás” és a „Természet Világa” című folyóiratnak, valamint cikkei jelentek meg az „Élet és Tudomány” című lapban és különböző napilapokban.

## Díjai, kitüntetései
- 1965-ben Steiner Lajos emlékérem (Magyar Meteorológiai Társaság) [2]
- 1971 és 1979-ben Szakirodalmi Nívódíj (Magyar Meteorológiai Társaság) [2]
- 2019-ben a Szegedi Tudományegyetemen emléktáblát avattak a tiszteletére [4]

## Főbb művei
Az „Éghajlattan” és „A Föld éghajlata” című műveit a 21. században is oktatják a szakirányú magyar egyetemeken.
- Grosswetterlagen in Ungarn; Országos Meteorológiai Intézet, Bp., 1958 (Kleinere Veröffentlichungen der Zentralinstalt für Meteorologie Budapest)
- Magyarország makroszinoptikus helyzeteinek éghajlati jellemzése; Országos Meteorológiai Intézet, Bp., 1961 (Az Országos Meteorológiai Intézet kisebb kiadványai)
- A hótakaró gyakorisága Magyarországon; házi soksz., Bp., 1966 (Magyarország éghajlata)
- A felszíni vízbevétel rendszere a Duna felső és középső vízgyűjtőjén; Központi Meteorológiai Intézet, Bp., 1971 (Országos Meteorológiai Szolgálat kisebb kiadványai)
- Általános meteorológia; Egyetem, Szeged, 1974
- Éghajlattan; Egyetem, Szeged, 1977
- A csapadék napi előfordulási valószínűségei hat tájegységi meteorológiai állomáson; OMSZ, Bp., 1984 (Meteorológiai tanulmányok)
- Magyarország makroszinoptikus helyzeteinek katalógusa. 1881–1983; OMSZ, Bp., 1983 (Országos Meteorológiai Szolgálat kisebb kiadványai)
- A Föld éghajlata. Egyetemi segédkönyv; Tankönyvkiadó, Bp., 1984